# Материнская порода

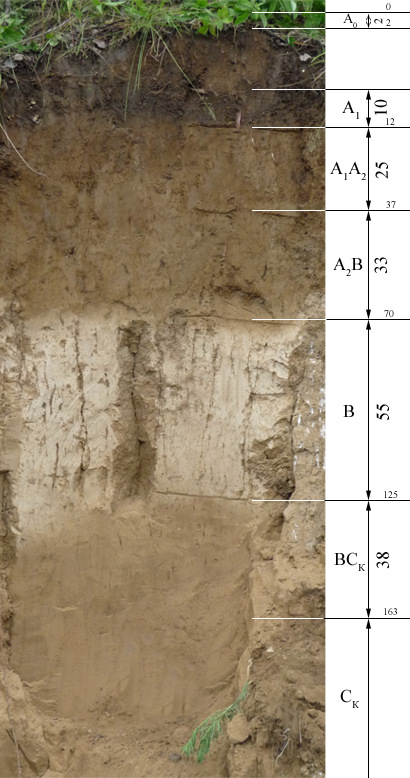
Материнская порода — горизонт С

Материнская порода (Почвообразующая порода, или подстилающие горные породы) — самый нижний горизонт почвы, на котором происходят почвообразовательные процессы.
Свойства материнской горной породы — один из факторов почвообразования, установленный В. В. Докучаевым.
Подстилающие горные породы во многом определяют минералогический, химический и гранулометрический (механический) состав, физические свойства и плодородие почв.
В описании почвенного горизонта материнская порода обозначается латинской буквой «C».
Оптимальные условия почвообразования возникают на суглинках, супесях и лёссах. Такие грунты обладают оптимальной водо- и воздухопроницаемостью. Они задерживают влагу, но не позволяют ей застаиваться. Питательные элементы не вымываются в нижние слои профиля.

## Классификация материнских пород
- по происхождению: аллювиальные отложения, покровные суглинки, торф и т. д.;
- по химико-минералогическим свойствам: карбонатные, полевошпатовые и т. д.;
- по гранулометрическому (механическому) составу: песчаные, суглинистые, глинистые и т. д.

В зависимости от происхождения также разделяют на осадочные (на основе озерных, речных или морских отложений), обломочные (при перераспределении материала вследствие химического и физического выветривания монолитных горных пород), метаморфические (преобразованные отложения) и другие .